# 高志宏 (政治人物)
高志宏（1971年1月—），男，汉族，中华人民共和国政治人物。中共中央党校研究生学历。
1993年7月，高志宏毕业于大理师范高等专科学校中文系。曾担任中国共青团巍山县委书记，巍山县旅游事业局局长，青华乡党委书记，巍山县发展计划局局长，中国共青团大理州委副书记、大理州青联副主席。2009年1月，任大理州文化局副局长；2010年6月，改任大理州体育局局长；2013年2月，改任大理州发展和改革委员会主任、党组书记。2015年11月，转任大理市人民政府市长、中共大理市委副书记。2018年1月，任中共大理市委书记。2018年6月至7月，中央第六环境保护督察组对云南省第一轮中央环境保护督察整改情况开展“回头看”。2019年12月，云南省通报6个典型问题处理情况。因洱海生态保护工作不力、部分项目推进缓慢，高志宏被给予党内警告处分。2020年2月24日，因大理市违法扣押征用防疫口罩事件，被给予党内严重警告处分、免职处理。后担任大理州人大常委会机关二级调研员。2022年6月17日，据大理州纪委监委消息，高志宏涉嫌严重违纪违法，接受纪律审查和监察调查。
2022年12月13日，大理州纪委监委将高志宏开除党籍与公职处分，并宣称他存在为谋求职务晋升和减轻处分，向国家工作人员行贿的行为。